# Loihi

L'illa de Hawaii, mostrant la posició del volcà Loihi.

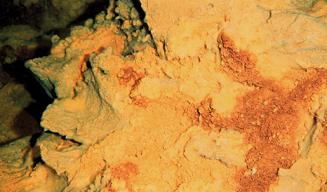
Flanc del Loihi

Loihi (en hawaià Lōʻihi, significa llarg), (en anglès Lōihi Seamount) és un volcà submarí en activitat que va ser descobert l'any 1940.
Les seves coordenades són 18.92°N, 155.27°W i es troba a 35 km al sud-est de l'illa de Hawaii. Està situat en un flanc del Mauna Loa.
A diferència de la majoria dels volcans actius de l'oceà Pacífic que s'originen en la placa tectònica del cinturó de foc del Pacífic, el volcà Loihi i els altres volcans de la cadena submarina Hawaii-Emperador són volcans de punt calent i s'han format lluny de la placa tectònica. El volcà submarí Loihi és el més jove de la cadena format fa uns 400.000 anys i s'espera que emergeixi que arribi al nivell del mar dins d'uns 1.000–100.000 anys, ja que en l'actualitat el cim del volcà es troba a 970 m sota el nivell del mar. Es calcula que aquest volcà actualment està uns 3.000 metres per sobre del fons del mar. Des del punt de vista biològic el Loihi té una comunitat microbiològica específica en la seva font hidrotermal.
A l'estiu de 1996 hi va haver una sèrie de 4.070 terratrèmols que van alterar de 10 a 13 km del cim del volcà.